# Gli Abenceragi
Les Abencérages, ou L'étendard de Grenade (in italiano Gli Abenceragi, o Lo stendardo di Granada) è una tragédie lyrique in tre atti musicata da Luigi Cherubini su libretto di Étienne de Jouy, tratta dal romanzo Gonzalve de Cordoue di Florian.

## Storia
La prima rappresentazione di Les Abencérages avvenne a Parigi, all'Opéra Garnier il 6 aprile 1813, alla presenza di Napoleone e Maria Luisa. Sotto la direzione di Louis-Luc Loiseau de Persuis il cast della prima comprendeva i soprani Alexandre-Caroline Chevalier Branchu (Noraïme) e Joséphine Armand (Egilone), i tenori Louis Nourrit (Almansor), Laforêt (Kaled) e Jacques-Émile Lavigne (Gonsalvo), i baritoni Duparc (Alamir) e Alexandre (Octaïr) e i bassi Henri-Étienne Derivis (Alémar), Jean-Honoré Bertin (Abderam) e Mouttit padre (araldo).
L'opera ebbe inizialmente successo (circa venti di repliche alla prima rappresentazione), ma cadde nel dimenticatoio dopo la caduta di Napoleone, con l'eccezione di una ripresa a Berlino nel 1828, per interessamento di Spontini, che ebbe successo favorevole ma breve. Per la presenza di grandi cori e balletti, e per le caratteristiche del soggetto (una storia d'amore sullo sfondo di grandi avvenimenti storici), Les Abencérages ha alcune caratteristiche del grand opéra. Il balletto contiene variazioni sul tema musicale della Follia. L'aria di Almansor "Suspendez de ses murs" divenne da allora parte del repertorio dei tenori.
Dopo il 1828, la prima ripresa fu una rappresentazione avvenuta il 9 maggio 1957 al Teatro comunale di Firenze, nell'ambito del Maggio Musicale Fiorentino. Sotto la direzione di Carlo Maria Giulini, fra gli interpreti vi erano i soprani Anita Cerquetti (Noraïme), Lydia Toncelli (Egilone) e Carla Caravita (prima ancella), il mezzosoprano Maria Bertolini (seconda ancella), i tenori Louis Roney (Almansor), Valiano Natali (Kaled) e Alvinio Misciano (Gonsalvo), i baritoni Paolo Washington (Alamir) e Augusto Frati (Octaïr), i bassi Mario Petri (Alémar), Aurelian Neagu (Abderam) e Lorenzo Testi (araldo). Lo spettacolo fu applaudito, ma parte della critica trovò l'opera poco interessante: Andrea Della Corte ne giudicò l'oblio giustificato «pel difetto di emozione», salvandone solo alcuni brani, tra cui un sestetto e qualche aria di Noraïme e Almansor.

## Trama
L'intreccio di Les Abencérages, alquanto macchinoso, è incentrato sui trionfi di Almansor, l'ultimo degli Abenceragi.

### Atto I
L'azione si svolge nel Regno di Granada, l'ultimo stato musulmano in Spagna, alla fine del XV secolo. Esiste una faida tra le famiglie degli Abenceragi e degli Zégri. Nonostante l'asprezza della lotta, Almansor, un giovane guerriero abenceragio, e Noraïme, una principessa degli Zégri, si sono innamorati e hanno fissato le nozze. Almansor ha fatto amicizia anche con il nobile spagnolo Gonsalvo e ha sottoscritto un trattato di pace tra musulmani e cristiani. Ma la popolarità di Almansor gli ha procurato anche molti nemici nel clan degli Zégri i quali tramano contro di lui. Il giorno delle nozze scoppia una rivolta in una tribù e Almansor è costretto a interrompere la cerimonia per recarsi a soffocarla. Porta con sé lo stendardo di Granada, un emblema così sacro che la sua perdita comporterebbe l'esilio.

### Atto II
Almansor sconfigge i ribelli, ma perde lo stendardo sacro e viene perciò messo sotto accusa e processato. Almansor si difende sostenendo che uno dei suoi nemici, Octaïr, glielo ha strappato; ma le sue scuse non sono accettate e Almansor viene condannato all'esilio.

### Atto III
Almansor non può sopportare la lontananza da Noraïme e si reca di nascosto nel giardino dell'Alhambra per incontrarla. Ma cade in un'imboscata tesagli dai suoi nemici Zégri: è arrestato e condannato a morte, a meno che non si faccia avanti un campione disposto a difendere la sua causa in singolar tenzone. Un guerriero sconosciuto, che porta lo stendardo di Granada scomparso, raccoglie la sfida per conto di Almansor. Combatte, sconfigge Alamir, il campione degli Zégri, e infine si presenta: è Gonsalvo, il quale dimostra inoltre che Octaïr e i suoi compagni di congiura si sono impossessati dello stendardo e lo hanno nascosto con lo scopo di sconfiggere Almansor. I congiurati sono arrestati e si può procedere, fra il tripudio generale, al matrimonio tra Almansor e Noraïme.

## Discografia
- 1956 - Luis Roney (Almansor), Alvinio Misciano (Gonzalvo de Cordoba), Mario Petri (Alemar), Augusto Frati (Octair), Aurelian Neagu (Abderamen), Paolo Washington (Alamir), Valiano Natali (Kaled), Anita Cerquetti (Noraima), Lidia Toncelli (Egilona), Carla Caravita (Ancella 1), Maria Bertini (Ancella 2), Lorenzo Testi (Araldo) - Direttore: Carlo Maria Giulini - Orchestra e Coro del Teatro Comunale di Firenze - Registrazione dal vivo - LP: E.J. Smith «The Golden Age of Opera» EJS 514; Cetra «Opera Live» LO 66; Mauro R. Fuguette MRF 52. CD: Gala GL 100.577 (2001)[6][7]
- 1975 - Francisco Ortiz (Almansor), Jean Dupouy (Gonzalvo de Cordoba), Jacques Mars (Alemar), Carlo Schreiber (Octair), Mario Machì (Abderamen), Andrea Snarski (Alamir), Ermanno Lorenzi (Kaled), Margherita Rinaldi (Noraima), Carmen Lavani (Egilona), Vittorina Magnaghi (Ancella 1), Maria Del Fante (Ancella 2), Carlo Schreiber (Araldo) - Direttore: Peter Maag - Orchestra e Coro della RAI di Milano - Registrazione dal vivo - LP: Mauro R. Fuguette «Cherubini Series» MRF/C-07. CD: Arts Archives (43066-2)[8][9]